# Trichoferus sbordonii
Trichoferus sbordonii är en skalbaggsart som beskrevs av Gianfranco Sama 1982. Trichoferus sbordonii ingår i släktet Trichoferus och familjen långhorningar. Inga underarter finns listade i Catalogue of Life.